# Grecia ai XVII Giochi olimpici invernali
La Grecia partecipò ai XVII Giochi olimpici invernali, svoltisi a Lillehammer, Norvegia, dal 12 al 27 febbraio 1994, con una delegazione di 9 atleti impegnati in cinque discipline.